# Tom Clancy's

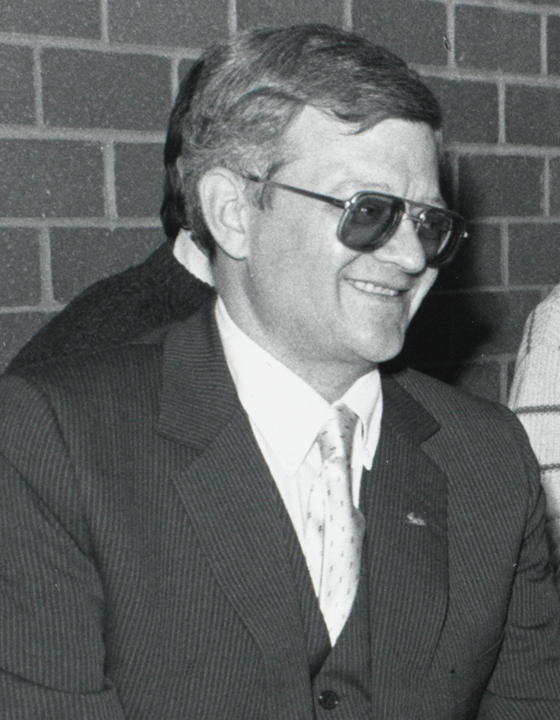
Tom Clancy som varumärket är namngivet efter och där dennes verk har inspirerat flera olika spelserier från Ubisoft.

Tom Clancy's är ett varumärke för datorspel som är främst inom skjutspel och där temat är militärt och tar plats antingen i modern tid eller framtid. Varumärket är namngivet efter den amerikanske författaren Tom Clancy och varumärket i sig ägs av det franska datorspelsförlaget Ubisoft sedan 2008 när de köpte det från Clancy för uppskattningsvis 60 miljoner euro. I avtalet mellan parterna ingick det även att Ubisoft kunde släppa böcker, filmer och merchandise som är relaterade till framtida datorspel. Varumärket används på datorspel tillhörande olika spelserier så som The Division, Ghost Recon, Rainbow Six och Splinter Cell.
Tom Clancy själv var personlig involverad endast under förarbetet för det första Rainbow Six-spelet Tom Clancy's Rainbow Six eftersom datorspelet var baserad på Clancys roman Täcknamn: Rainbow, som handlar om kontraterrorism.

## Historik
År 1996 gick Tom Clancy, animationsföretaget Virtus Corporation och datorspelsförlaget Simon & Schuster Interactive ihop och grundade datorspelsutvecklaren Red Storm Entertainment. De hade tidigare under 1990-talet utvecklat tillsammans ubåtspelet Tom Clancy's SSN, som var baserad på Clancys roman med namnet SSN. År 2000 köpte Ubisoft Red Storm medan åtta år senare köpte de även varumärket Tom Clancy's.

## Datorspel
De datorspel som använder sig av varumärket Tom Clancy's.

### The Division
- Tom Clancy's The Division (2016)[11]
- Tom Clancy's The Division 2 (2019)[12]
  - Tom Clancy's The Division 2: Warlords of New York (2020)[13]
  - Tom Clancy's The Division 2: Heartland (202?)[13]

### End War
- Tom Clancy's End War (2008)[14]
- Tom Clancy's End War Online (2015)[15]

### Ghost Recon
- Tom Clancy's Ghost Recon (2001)[16]
- Tom Clancy's Ghost Recon: Desert Siege (2002)[17]
- Tom Clancy's Ghost Recon: Island Thunder (2002)[18]
- Tom Clancy's Ghost Recon: Jungle Storm (2004)[19]
- Tom Clancy's Ghost Recon 2 – 2007: First Contact[20] och Tom Clancy's Ghost Recon 2 – 2011: Final Assault[21] (2004)
  - Tom Clancy's Ghost Recon 2: Summit Strike (2005)[22]
- Tom Clancy's Ghost Recon Advanced Warfighter (2006)[23]
- Tom Clancy's Ghost Recon Advanced Warfighter 2 (2007)[24]
- Tom Clancy's Ghost Recon Predator (2010)[25]
- Tom Clancy's Ghost Recon (2010)[26]
- Tom Clancy's Ghost Recon: Shadow Wars (2011)[27]
- Tom Clancy's Ghost Recon: Future Soldier (2012)[28]
- Tom Clancy's Ghost Recon Phantoms (2014)[29]
- Tom Clancy's Ghost Recon Wildlands (2017)[30]
- Tom Clancy's Ghost Recon Breakpoint (2019)[31]

### H.A.W.X
- Tom Clancy's H.A.W.X (2009)[32]
- Tom Clancy's H.A.W.X 2 (2010)[33]

### Rainbow Six
Första datorspelet var baserad på romanen Täcknamn: Rainbow medan resten av datorspelen är endast inspirerade av den.
- Tom Clancy's Rainbow Six (1998)[34]
  - Tom Clancy's Rainbow Six: Eagle Watch (1999)[35]
- Tom Clancy's Rainbow Six: Rogue Spear (1999)[36]
  - Tom Clancy's Rainbow Six: Urban Operations (2000)[37]
  - Tom Clancy's Rainbow Six: Black Thorn (2001)[38]
- Tom Clancy's Rainbow Six: Covert Operations Essentials (2000)[39]
- Tom Clancy's Rainbow Six: Take-Down – Missions in Korea (2001; endast utgivet i Sydkorea)[40]
- Tom Clancy’s Rainbow Six: Lone Wolf (2002)[41]
- Tom Clancy's Rainbow Six 3: Raven Shield (2003)[42]
  - Tom Clancy's Rainbow Six 3: Athena Sword (2004)[43]
  - Tom Clancy's Rainbow Six 3: Black Arrow (2004)[44]
  - Tom Clancy's Rainbow Six 3: Iron Wrath (2005)[45]
- Tom Clancy's Rainbow Six: Broken Wing (2003)[46]
- Tom Clancy's Rainbow Six: Urban Crisis (2004)[47]
- Tom Clancy's Rainbow Six: Lockdown (2005)[48]
- Tom Clancy's Rainbow Six: Critical Hour (2006)[49]
- Tom Clancy's Rainbow Six: Vegas (2006)[50]
- Tom Clancy's Rainbow Six: Vegas 2 (2008)[51]
- Tom Clancy's Rainbow Six: Shadow Vanguard (2011)[52]
- Tom Clancy's Rainbow 6: Patriots (utvecklingen upphörde)[53]
- Tom Clancy's Rainbow Six Siege (2015)[54]
- Tom Clancy's Rainbow Six: Extraction (2021)[55]

### Splinter Cell
- Tom Clancy's Splinter Cell (2002)[56]
- Tom Clancy's Splinter Cell: Team Stealth Action (2003)[57]
- Tom Clancy's Splinter Cell: Pandora Tomorrow (2004)[58]
- Tom Clancy's Splinter Cell: Chaos Theory (2005)[59]
- Tom Clancy's Splinter Cell: Essentials (2006)[60]
- Tom Clancy's Splinter Cell: Double Agent (2006)[61][62]
- Tom Clancy's Splinter Cell: Conviction (2010)[63]
- Tom Clancy's Splinter Cell: Blacklist (2013)[64]
- Tom Clancy's Splinter Cell VR (202?)[65]

### Övriga
- Tom Clancy's ruthless.com (1998)[66]